# 金浦バイパス
金浦バイパス（このうらバイパス）は、秋田県にかほ市内の国道7号のバイパス道路である。旧金浦町中心市街地を迂回するバイパスである。

## 概要

### 路線データ
- 起点：秋田県にかほ市象潟町中谷地
- 終点：秋田県にかほ市金浦鳥長根
- 全長：4.96 km[1]

## 歴史
- 1973年（昭和48年）：建設開始[1]
- 1981年（昭和56年）11月26日：秋田県由利郡金浦町金浦字鳥長根62番の1から同町黒川字岩潟15番の1まで供用開始[1][2]。
- 1982年（昭和57年）10月14日：秋田県由利郡象潟町字中谷地35番2から同郡金浦町黒川字平森88番1まで供用開始[3]、全線開通[4]。

## 地理

### 交差する道路
- にかほ市道下谷地線（路線番号21126）[5]
- にかほ市道高森1号線（路線番号21131）[5]
- にかほ市道消防署線（路線番号00152）[5]
- 金浦IC交差点
  - にかほ市道金浦43号線（路線番号00219）[5]
  - 日本海東北自動車道金浦インターチェンジ
- にかほ市道𠮷森4号線（路線番号22049）[5]
- 秋田県道290号小出金浦線
- にかほ市道川尻・竹島潟1号線（路線番号00135）[5]
- 秋田県道290号小出金浦線